# Rorippa schlechteri
Rorippa schlechteri är en korsblommig växtart som först beskrevs av Otto Eugen Schulz, och fick sitt nu gällande namn av Pieter van Royen. Rorippa schlechteri ingår i släktet fränen, och familjen korsblommiga växter. Inga underarter finns listade i Catalogue of Life.